# 奄美アイランド植物園
奄美アイランド植物園（あまみアイランドしょくぶつえん） は、鹿児島県奄美市住用町大字山間811-1にある動物園および植物園。財団法人奄美文化財団が運営している。 

## 概要
庭園には500種類以上のサボテンと多肉植物 、バナナ 、熱帯果樹 、ベゴニア 、カラテア 、ヘリコニア 、蘭などの温室がある。 動物園には ミーアキャット 、ワオキツネザル 、リスザルなどの動物や水族館がある。文化センターには東南アジア先住民の芸術が展示されている。